# Arrows A18
Arrows A18 je Arrowsov dirkalnik Formule 1, ki je bil v uporabi v sezoni 1997, ko sta z njim dirkala Damon Hill in Pedro Diniz. Diniz je dosegel eno uvrstitev v točke za peto mesto na Veliki nagradi Luksemburga, Hill pa je poleg enega šestega mesta z drugim mestom na Veliki nagradi Madžarske dosegel daleč najboljši rezultat moštva v sezoni. Več uvrstitev v točke je dirkačema preprečila nezanesljivost dirkalnika, saj sta zabeležila kar osemnajst odstopov. Ob koncu sezone je Arrows zasedel osmo mesto v konstruktorskem prvenstvu z devetimi točkami.
]

## Popolni rezultati Formule 1
(legenda) (Odebeljene dirke pomenijo najboljši štartni položaj)
| Leto | Moštvo | Motor      | Gume | Dirkača     | 1   | 2   | 3   | 4   | 5   | 6   | 7   | 8   | 9   | 10  | 11  | 12  | 13  | 14  | 15  | 16  | 17  | Toč | Prv |
| ---- | ------ | ---------- | ---- | ----------- | --- | --- | --- | --- | --- | --- | --- | --- | --- | --- | --- | --- | --- | --- | --- | --- | --- | --- | --- |
| 1997 | Arrows | Yamaha V10 | B    |             | AVS | BRA | ARG | SMR | MON | ŠPA | KAN | FRA | VB  | NEM | MAD | BEL | ITA | AVT | LUK | JAP | EU  | 9   | 8.  |
| 1997 | Arrows | Yamaha V10 | B    | Damon Hill  | DNS | 17  | Ret | Ret | Ret | Ret | 9   | 12  | 6   | 8   | 2   | 13  | Ret | 7   | 8   | 12  | Ret | 9   | 8.  |
| 1997 | Arrows | Yamaha V10 | B    | Pedro Diniz | 10  | Ret | Ret | Ret | Ret | Ret | 8   | Ret | Ret | Ret | Ret | 7   | Ret | 13  | 5   | 13  | Ret | 9   | 8.  |